# High Capacity Color Barcode
Der High Capacity Color Barcode (HCCB) ist ein von Microsoft entwickelter Strichcode. Er soll bestehende Barcode-Verfahren nicht ersetzen, sondern vielmehr durch eine höhere Speicherkapazität ergänzen.

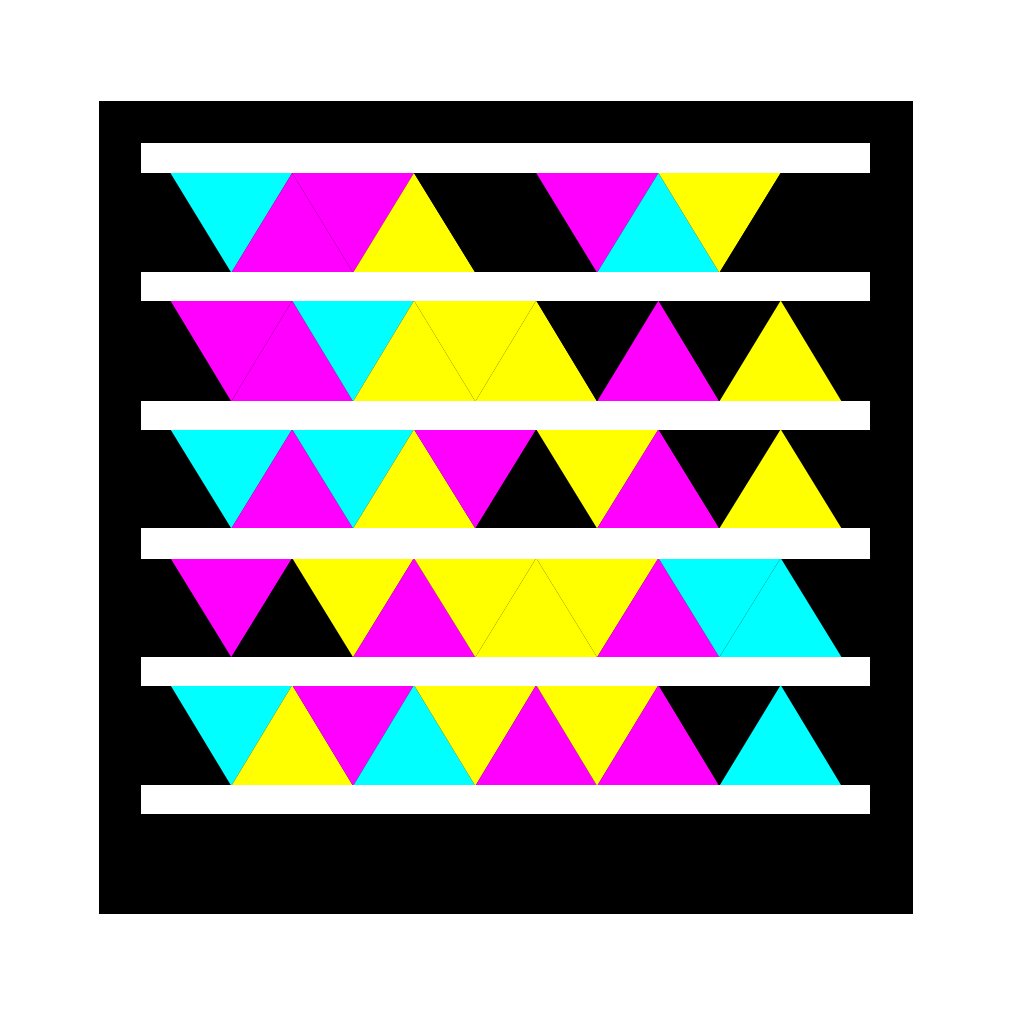
High Capacity Color Barcode (HCCB)

Am 16. April 2007 wurde bekannt, dass die International Standard Audiovisual Number International Agency (ISAN-IA) die Technologie lizenziert hat.

## Besonderheiten
Durch die Nutzung von mehreren Farben können etwa doppelt so viele Informationen auf dem gleichen Raum untergebracht werden wie mit bisherigen Schwarz-Weiß-Barcode-Systemen: etwa 3500 Zeichen pro Quadratzoll (≈ 6,5 Quadratzentimeter). Zusätzlich wird eine Reed-Solomon-Kodierung zum Zweck der Kanalkodierung eingesetzt, um eine gewisse Anzahl von Lesefehlern kompensieren zu können. Aus diesem Grund können HCCB-Barcodes bei gleicher Speicherkapazität und gleicher Lesbarkeit deutlich kleiner gedruckt werden. Dafür ist der Aufwand zur Herstellung und zum Scannen wesentlich höher und die Alterungsbeständigkeit geringer als bei Schwarz-Weiß-Barcodes.

## Anwendung
Die Microsoft-Tag-App gibt Nutzern die Möglichkeit, über eine Kamera ein Bild von einem HCCB-Code aufzunehmen, um Informationen in jeglicher Form verarbeiten zu können.
Verwendungszweck: Printwerbung, Plakate, Verpackungen und Merchandising in den Geschäften, verlinkte URLs, V-Cards und vieles mehr.